# Margarete Balk
Margarete Balk (* 4. Februar 1896 in Gemünden am Main; † 10. Juli 1974 in Würzburg) war eine deutsche Lehrerin und Politikerin (CSU). Sie gehörte von 1958 bis 1966 dem Bayerischen Landtag an.
Margarete Balk schloss eine Lehrerinnenausbildung in Gemünden und Aschaffenburg 1918 mit dem Examen ab. Danach leitete sie von 1921 bis 1940 verschiedene Kinderheime und Schulen, unter anderem auf dem Heuberg bei Sigmaringen. Von 1940 bis 1945 war sie Lehrerin an der Landwirtschaftlichen Berufsschule Karlstadt, nach dem Zweiten Weltkrieg von 1945 bis 1948 dann an der Volksschule in Karlburg. Sie wechselte anschließend als hauptamtliche Mitarbeiterin zum Katholischen Frauenbund. Sie wurde 1958 und 1962 in den Bayerischen Landtag gewählt.